# Ohaguro
L'ohaguro (お歯黒, 鉄漿,?,  denti neri) è una moda tradizionale giapponese che prevede di tingersi i denti con dell'inchiostro nero.

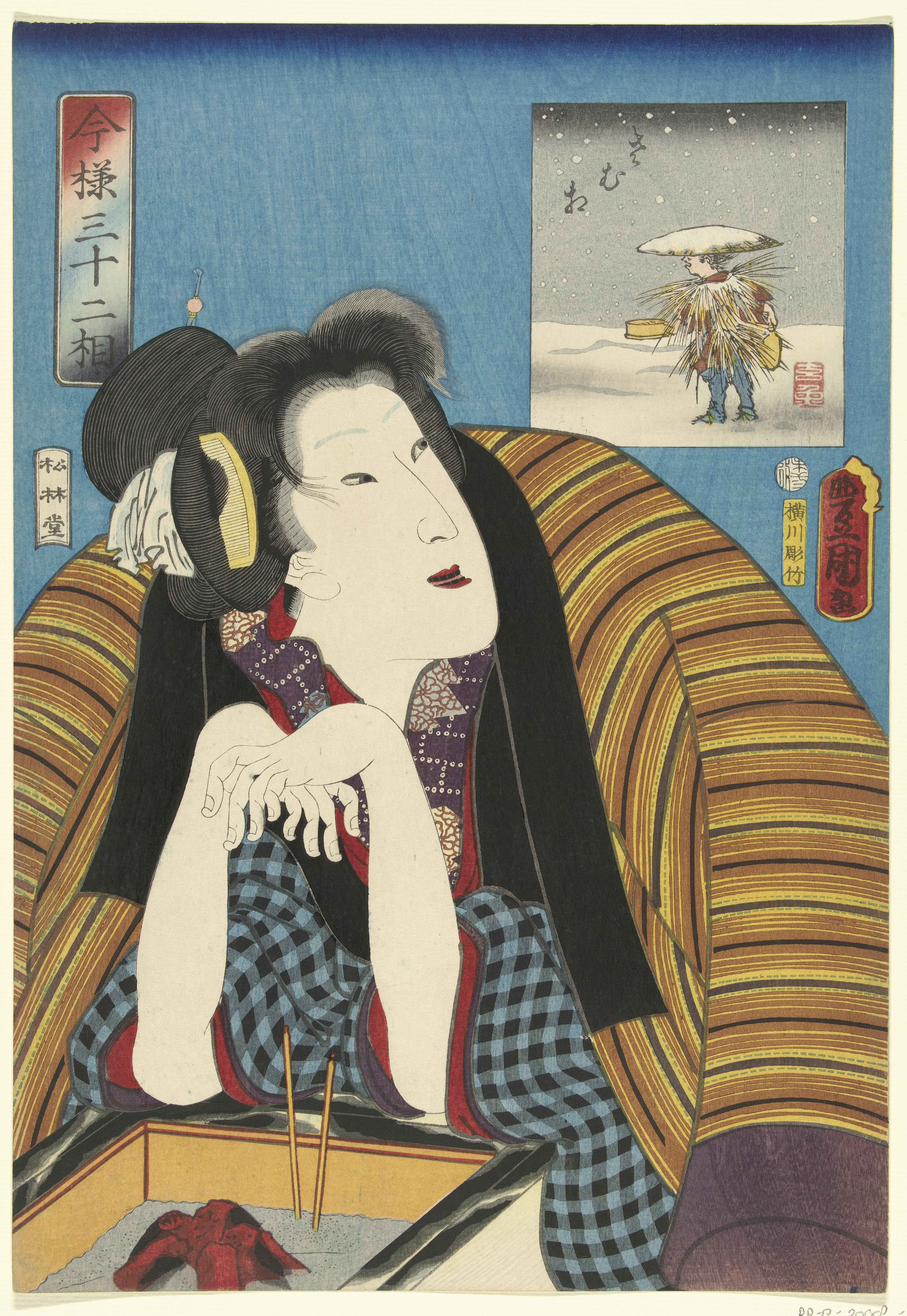
Ohaguro

L'ohaguro è stata una pratica tradizionale sin dall'antichità fino all'inizio del Periodo Meiji. Uno dei primi casi documentati di ohaguro si trova nell'opera letteraria Genji monogatari, risalente all'XI secolo. Originariamente l'ohaguro era in voga soltanto tra le donne delle famiglie ricche; era consuetudine iniziare a tingersi i denti quando si entrava nell'età adulta, fatto che all'epoca si aggirava formalmente intorno all'età di nove anni. Per un periodo l'ohaguro divenne una moda che riguardava ambo i sessi, ma nel periodo Edo tornò a riguardare solamente le donne, con la differenza che era praticato anche dalle classi sociali povere ed indicava che una donna fosse sposata. L'ohaguro veniva inoltre adottato per enfatizzare il contrasto con il viso chiaro ottenuto dall'utilizzo della cipria bianca chiamata oshiroi.
Più i denti erano neri e più l'ohaguro veniva considerato ben riuscito e bello. I denti venivano ridipinti molte volte a settimana. L'inchiostro, poiché copriva e proteggeva i denti, aveva effettivamente un riscontro positivo e salutare ritardando le carie e veniva prodotto con del ferro imbevuto nel tè o nel sakè.
Contestualmente le donne usavano di rimuovere le sopracciglia naturali e di dipingere le sopracciglia simili a sbavature sulla fronte nel Giappone pre-moderno, pratica nota come Hikimayu (引眉?).
"Hiki" significa "tirare" e "mayu" significa "sopracciglia".  Le donne aristocratiche erano solite pizzicare o radersi le sopracciglia e dipingerne di nuove usando un inchiostro in polvere chiamato "'haizumi", che era fatto di fuliggine da olî di sesamo od olî di semi di colza.